# Союз південношлезвізьких виборців
Союз південношлезвізьких виборців (СПВ) (нім. Südschleswigsche Wählerverband (SSW), дан. Sydslesvigsk Vælgerforening, півн.-фриз. Söödschlaswiksche Wäälerferbånd) — регіональна партія в землі Шлезвіг-Гольштейн.
Партія данської та фризької меншини в Німеччині заснована 30 червня 1948. На виборах до Бундестагу 1949 року отримала 1 місце.
На 1 вересня 2015 року партія СПВ налічувала 3630 членів, у тому числі 1065 в місті Фленсбург, 1517 в окрузі Шлезвіг-Фленсбург, 725 в окрузі Північна Фризія з островами Гельголанд і загалом 323 в окрузі Рендсбург-Екернферде та в Кілі.
Партія представляє і захищає права данської і фризької меншин землі і єдина з усіх партій Німеччини звільнена від п'ятивідсоткового бар'єру, тому завжди може мати депутатів в ландтагу.
Як партія, яка представляє національну меншину, СПВ відмовляється ідентифікувати себе з ліво-правим політичним діапазоном. СПВ моделює свою політику на моделі скандинавських країн, що часто означає перевагу сильної держави загального добробуту, але, з іншого боку, на більш вільній ринковій моделі праці, ніж німецька модель соціальної ринкової економіки.
Після виборів до ландтагу Шлезвіг-Гольштейна 6 травня 2012 р. була сформована коаліція за участю СДПН, «Зелених» і Союзу південношлезвізьких виборців. Представниця партії Анке Шпорендонк стала міністром юстиції, культури і європейських справ. Таким чином Союз південношлезвізьких виборців вперше увійшов до уряду Шлезвіг-Гольштейна, а отже й до Бундесрату Німеччини.
На останніх державних виборах 2017 року СПВ отримав 3,3 % голосів та три місця в ландтазі.
З 2017 року перебуває в опозиції коаліції ХДС, ВДП та Зелених.
Отримала 1 місце в Бундестазі на виборах 2021.